# Suwanee
La ville de Suwanee est située dans le comté de Gwinnett, en Géorgie. Lors du recensement de 2010, sa population s'élevait à 15 355 habitants.